# Xanthotis flaviventer
Xanthotis flaviventer là một loài chim trong họ Meliphagidae.